# 常懋中
常懋中，廣西承宣佈政使司恭城縣人。明朝解元、政治人物。

## 生平
常真傑之子。萬曆三十四年（1606年），中式丙午科廣西鄉試第一名舉人（解元）。官至鶴慶府知府。